# Amt Beetzsee
Het Amt Beetzsee is een samenwerkingsverband van vijf gemeenten in het Landkreis Potsdam-Mittelmark in de Duitse deelstaat Brandenburg. Het amt telt 8.295 inwoners. Het bestuurscentrum is gevestigd in Beetzsee.

## Gemeenten
Het amt omvat de volgende gemeenten:
1. Beetzsee (2.779)
2. Beetzseeheide (723)
3. Havelsee (stad) (3.282)
4. Päwesin (563)
5. Roskow (1.278)

Bad Belzig ·
Beelitz ·
Beetzsee ·
Beetzseeheide ·
Bensdorf ·
Borkheide ·
Borkwalde ·
Brück ·
Buckautal ·
Golzow ·
Görzke ·
Gräben ·
Groß Kreutz (Havel) ·
Havelsee ·
Kleinmachnow ·
Kloster Lehnin ·
Linthe ·
Michendorf ·
Mühlenfließ ·
Niemegk ·
Nuthetal ·
Päwesin ·
Planebruch ·
Planetal ·
Rabenstein/Fläming ·
Rosenau ·
Roskow ·
Schwielowsee ·
Seddiner See ·
Stahnsdorf ·
Teltow ·
Treuenbrietzen ·
Wenzlow ·
Werder (Havel) ·
Wiesenburg/Mark ·
Wollin ·
Wusterwitz ·
Ziesar